# ピース (お笑いコンビ)
ピースは、吉本興業所属のお笑いコンビ。2003年10月結成。2017年3月を最後にコンビとしての活動は休止している。M-1グランプリ2010ファイナリスト。

## メンバー
又吉 直樹（またよし なおき、1980年6月2日 - ）（45歳）
ボケ担当、立ち位置は向かって左。

綾部 祐二（あやべ ゆうじ、1977年12月13日 - ）（47歳）
ツッコミ担当、立ち位置は向かって右。

## 来歴・人物
NSC東京校5期出身によるコンビ。当初は又吉が「線香花火」、綾部が「スキルトリック」と別々のコンビで活動していた。
NSC時代は2人とも上位選抜クラスだった。両者とも京都の寺社巡りが趣味であり、又吉が着けていた知恩院のストラップに綾部が気付いたのがきっかけで仲良くなった。その後、コンビを解散してピン芸人や裏方として働いていた綾部が、同じくコンビを解散し「芸人を辞めて僧侶になる」と言っていた又吉を説得する内にコンビを組む運びとなり、2003年10月結成。『AGE AGE LIVE』などに出演した。
2010年2月、『しゃべくり007』（日本テレビ）に「注目の若手芸人」として取り上げられる。同番組出演後は徐々にブレイクしていったことから、同年8月に「凱旋」として再びゲスト出演。また、同年3月号『日経エンタテインメント!』（日経BP）のインタビューにおいて、『アメトーーク!』（テレビ朝日）のMC・雨上がり決死隊（解散）とプロデューサーの加地倫三が注目する芸人としてピースの名を挙げた。
2010年4月より始まった『フジ算』（フジテレビ）（1人(組)の芸能人と1人の若手演出家が組み制作したVTRを配信し評価する番組）にて、コント「綾部先生と又吉先生」が閲覧数・評価点で2位を獲る。同年10月には、この番組で活躍した若手ディレクター・芸人が中心となり、『ピカルの定理』（フジテレビ）が放送開始。
2010年、『キングオブコント』決勝戦に初進出。セカンドステージで大会最高点（942点）を出し暫定1位に立つも、キングオブコメディに敗れ2位となった。
2010年9月28日を以て『AGE AGE LIVE』を降板。
2010年、オリコンの「ネクストブレイクを期待するお笑い芸人」アンケートで1位に選ばれた。
2010年、『M-1グランプリ』の決勝戦に初進出。ファーストラウンドでは8番手で合計629点を獲得し暫定3位に入ったが、直後に敗者復活で上がってきたパンクブーブーに押し出され4位となり、ファイナルステージ進出を逃した。
2011年からテレビ出演が大幅に増加。タレント番組出演本数ランキングで第6位、ブレイクタレントランキングでは第1位にランクインするなど大ブレイクを果たした。
2012年には、綾部がピンでの出演でタレント番組出演本数ランキング第10位へランクイン。その一方で、文学の素養が広く注目され始めた又吉の活動範囲も大きく広がるようになった。
2015年5月7日発売の女性向けファッション誌『an・an』（マガジンハウス）の表紙に起用される。同誌創刊から45年の歴史において、お笑いコンビが表紙に登場するのは初である。そして同年7月、又吉が自身の半生を書いた小説『火花』で新人小説家の登竜門である芥川賞を受賞。ちなみにお笑い芸人での受賞者としては史上初の快挙となる。会見では異例づくめで通常15分ほどで終了するところ、メディアからの希望で急きょ又吉のために2度目の会見が開かれ、トータルで2時間ほどの長丁場となった。
2016年10月8日、綾部が会見を開き2017年4月からアメリカ合衆国・ニューヨークを活動拠点に移すと発表した。かねてより「夢はハリウッド」と豪語してきた綾部だが、修行に挑むといい「ニューヨークで活動をずっとやっていきたいと思います」と明かした。これに伴い、コンビは事実上の活動休止となる。又吉はピン芸人として活動を継続。
2016年11月、綾部が徳島県鳴門市の大塚国際美術館の広報部長に就任。同年12月から2017年3月31日までの期間限定ではあるも同館でトークショーを行い、一昨年の冬にニューヨーク近代美術館を訪れた際のエピソードなども紹介した。
2022年、『オリックスマネー』のCMにて又吉がナレーション、綾部がニューヨークでの生活という体裁で、コンビで出演している。
2023年10月15日、6年ぶりのトークライブ「ピーストークライブ〜本とアメリカ〜」を開催。このライブ出演で、綾部は2017年に渡米してから初めて帰国した。

## 芸風
- 漫才とコント両方を演じる。ヨシモト∞ホールでの『AGE AGE LIVE』出演時には漫才・コント両方を行っていたが、ルミネtheよしもとの舞台では漫才を披露するのが殆ど。
- コントの代表作ネタはキングオブコント2010でも演じた「ハンサム男爵とバケモノ」。
- 『爆笑レッドカーペット』（フジテレビ）では、ジョン・レノン「イマジン」をBGMとしてジョン・レノンに扮した又吉が「想像してごらん」と呟いてスパルタ教師に扮した綾部も「想像してごら〜ん」と繰り返し、又吉が「味噌がなく、具がなく、味がない味噌汁を」「辛くなく、茶色くもない白いカレーを」「ババの無いババ抜きを」「カブトムシのないaikoのベストアルバムを」などと呟いて綾部が「お湯です」「シチューです」「すぐに終わるぞ〜、ひとつも面白くねえぞ! バカヤロー!」「絶対に入っててほしいぞ〜、名曲だぞ! バカヤロー!」などとツッコむ。最後に「戦争のない、平和な世界を」とまともに呟いて終わる。また、このネタでレッドカーペット賞を受賞した[12]。

## 出囃子
真心ブラザーズ「サティスファクション」

## 賞レース成績・受賞歴など

### M-1グランプリ
大会復活後は一度も出場していない。
| 年     | 結果       | エントリーNo. | 決勝戦キャッチコピー |
| ------ | ---------- | ------------- | -------------------- |
| 2004年 | 準決勝敗退 | 1026          |                      |
| 2005年 | 3回戦敗退  |               |                      |
| 2006年 | 3回戦敗退  |               |                      |
| 2007年 | 準決勝敗退 |               |                      |
| 2008年 | 準決勝敗退 |               |                      |
| 2009年 | 3回戦敗退  |               |                      |
| 2010年 | 決勝4位    | 3036          | 笑いのアーティスト   |

### その他
- 2005年 平成17年度NHK新人演芸大賞 演芸部門 本選進出
- 2009年 キングオブコント2009 準決勝敗退
- 2010年 キングオブコント2010 決勝2位
- 2011年 ビートたけしのエンターテインメント賞 日本芸能大賞
- 2011年 キングオブコント2011 準決勝敗退

## コンビ出演

### テレビ

#### 過去の出演番組
レギュラー番組 
- ワイ!ワイ!ワイ!（ヨシモトファンダンゴTV、2003年10月 - 2005年11月25日）第1期金曜アシスタント、第2期月曜アシスタント
- プリプリプリンス（ヨシモトファンダンゴTV、2005年6月6日 - 2005年11月25日）
- ヨシモト∞（ヨシモトファンダンゴTV、2005年11月 - 2008年12月）木曜1部準レギュラー、第3期・第4期火曜2部アシスタント
- めチャれんじゃ→（長野放送、2009年 - 2012年）番組MC
- ハッピーMusic（日本テレビ、2010年5月 - 2013年3月）
- ピカルの定理（フジテレビ、2010年10月19日 - 2013年9月4日）− メインMC
- メレンゲの気持ち「ビューティフルライフ」コーナー担当（日本テレビ、2010年11月 - 2014年3月）
- 森田一義アワー 笑っていいとも!木曜日（フジテレビ、2011年4月7日 - 2014年3月27日）
  - 笑っていいとも!増刊号（フジテレビ、2011年4月10日 - 2014年3月30日）
  - 笑っていいとも!特大号（フジテレビ、2011年 - 2013年）
- スター☆ドラフト会議「イジリ隊」（日本テレビ、2011年4月12日 - 2013年3月）
- 20マウス（TBS、2011年4月20日 - 9月21日)
- サタデー・ナイト・ライブ JPN（フジテレビ、2011年6月4日- 12月24日）
- なにわなでしこ（日本テレビ、2011年7月12日 - 12月28日）
- みんなのアメカン（日本テレビ、2012年4月19日 - 8月16日）
- COOL JAPAN FOOTBALL（フジテレビ系列、2012年4月22日 - 2014年12月7日 ）※月1回放送
- ピースのイライラ救助隊 出動!ストレスキュー（東海テレビ、2012年4月29日 - 2013年6月） ※毎月最終日曜日
- NexT（日本テレビ、2012年11月 -2013年10月）
- パフォーマンスZ（TBSテレビ、2013年7月 - 9月）
- ビューティー&ピース（中京テレビ、2013年10月25日 - 2014年3月29日）
- おはスタ（テレビ東京、2014年4月7日 - 2015年4月3日）
- バチッと!爆ハリ!（千葉テレビ放送、2014年8月1日 - 2016年2月19日）
- ラジオな2人（Dlife、2015年3月 - 2016年9月）- 金曜担当
- みんなの青春のぞき見TV TEEN!TEEN!（RKB毎日放送、2014年4月21日 - 2017年3月23日）
- 土曜はダメよ!（読売テレビ、2014年5月3日 - 2017年4月8日）
- 追跡LIVE! Sports ウォッチャー（テレビ東京、2016年4月2日 - 2017年4月2日）- 土曜・日曜のMC担当

 準レギュラー（または不定期出演番組）
- 爆笑オンエアバトル（NHK総合）戦績5勝3敗 最高449KB
- 爆笑レッドカーペット（フジテレビ）[注 2]
  - 2009年1月21日放送内でレッドカーペット賞を受賞。
- ほこ×たて（フジテレビ、2011年 -2013年）- 準レギュラー（常連ゲスト）
- 世界笑える!ジャーナル（TBSテレビ）
- 真実解明バラエティー!トリックハンター（日本テレビ、2014年7月23日 - 2016年8月17日) - 準レギュラー
- アッコにおまかせ!（TBSテレビ）

メイン出演したスペシャル番組
- ワン泊ピース（日本テレビ、2011年4月12日） - 冠番組
- ピース女学園!（関西テレビ、2012年1月3日） - 冠番組
- カキューン!!「ショージ&ピースのゴールデン企画輪出工場」（関西テレビ、2012年1月13日）
- ピースがおもてなし!浪花の女芸人Wデート（ABCテレビ、2012年8月15日） - 冠番組
- ふたりのディスタンス（NHK総合、2023年12月22日）

### ラジオ
- ダイノジのキスで殺してくれないか（CBCラジオ）
- お笑い!ネタとこ勝負!〜ハイパー（ラジオ日本）
- ピースのオールナイトニッポンR（ニッポン放送）単発 2010/10/2 3:00-5:00
- ピースのナイタースペシャル（ニッポン放送、NRNネット）単発 2013/5/16 19:00-21:00

### CM
- クレディセゾン（SAISON CARD/UC CARD）2008 TV-CM 声の出演（2008年）
- NHKデジタル放送（NHKオンデマンドPR）（2010年）
- バンダイ プロ野球オーナーズリーグ（2011年）
- アンファー株式会社 スカルプD「合流篇」「男の武器篇」「堂々トーク篇」「対談篇」（2011年-）
- アウトソーシング「はたらくヨロコビ.com」（又吉・綾部バージョン別）（2011年）
- グリー・GREE　よしもと芸人×GREE 「ピース綾部よりカッコイイ!?篇」「又吉は何の話をしているの?篇」（2011年12月-2012年1月）
- ファミリーマート よしもとコラボTVCM「いっしょに、笑顔。」（2012年）
- GU（2013年）
- ネクソン／Big Huge Games『ドミネーションズ –文明創造-』 「違いのわかる人たちへ」「縁側編」「歓楽街編」（2016年）[14]
- はるやま商事 MYスーツ・ストレス対策スーツ
- KEIRIN 「LIVE! LIVE! LIVE! いざ競輪場へ。」（2016年）
- オリックスマネー（2022年）

WEBキャンペーン
- KOSE“潤肌粋”（2010年11月1日-30日期間限定）

よしもと関連
- 平日3回公演やってます!（ルミネtheよしもと）
- 笑う快感クセになる! ピース恐怖映像編（ルミネtheよしもと）
- マンスリーよしもとPLUS

### 映画
- 『ドロップ』 - 綾部：ルパン（安城豊）役／又吉：主人公の昔の友人役
- 『TSY タイムスリップヤンキー』 - 綾部：大海翔太朗役／又吉：カメオ出演
- 『オムライス』

### 舞台
- 朗読劇『『芸人交換日記』〜リーディングシアター〜』（2013年2月10日、草月ホール）

## DVD
- 「M-1グランプリ2004完全版 〜いざ!M-1戦国時代へ“東京勢の逆襲”〜」
- 「M-1グランプリ2007完全版 敗者復活から頂上（てっぺん）へ 〜波乱の完全記録〜」
- 「YOSHIMOTO PRESENTS LIVE STAND 07」
- 「The Best of ヨシモト∞（無限大）Vol.2」
- 「The Best of ヨシモト∞（無限大）Vol.3」
- 「ルミネtheよしもと 〜業界イチの青田買い2008夏」（2008年7月23日）
- 「ルミネtheよしもと 〜業界イチの青田買い2008秋」（2008年10月29日）
- 「笑いの万博」
- 「ルミネtheよしもと 〜業界イチの青田買い2009冬」（2009年1月28日）
- 「ルミネtheよしもと 〜業界イチの青田買い2009春」（2009年4月22日）
- 「ルミネtheよしもと 〜業界イチの青田買い2010 SPECIAL」（2010年4月28日）
- 「花坂荘の人々 上・下」
- 「ドロップ」
- 「鬼のワラ塾 赤・黒」
- 「ラ★ゴリスターズDVD '09」
- 「フットンダ 2 タカアンドトシが選ぶゴールドモジリベスト10 第2弾」
- 「やりすぎフェスタ2010 やりすぎ芸人都市伝説Vol.3」
- 「キングオブコント 2010」
- 「M-1グランプリ2010完全版 〜最後の聖戦！無冠の帝王vs最強の刺客〜」
- 「ダイナマイト関西2010 forth 」
- 「よしログ」
- 「YOSHIMOTO WONDER CAMP TOKYO 〜Laugh&Peace 2011〜」
- 「ブラマヨとゆかいな仲間たち アツアツっ! 完全版 Vol.1 」

## 連載
- 「ピースな世界遺産」（ワニブックス『Wink Up』）終了
- 「ピースの〇〇になるための3つの掟（ルール）」隔週掲載（東京スポーツ新聞）終了
- 「ピースの全然大丈夫です。安心して下さい。」隔週掲載（東京スポーツ新聞）

## 単独ライブ
お笑いライブ
- 2004年10月25日 - ライブ「ナンバー」（銀座小劇場）
- 2005年04月09日 - 単独ライブ「春〜スプリングフェスティバル〜」（シアターブラッツ）
- 2005年08月11日 - 単独ライブ「ジェシカ・パンディ」（新宿シアターモリエール）
- 2006年02月16日 - 単独ライブ「恵比寿にて」（恵比寿エコー劇場）
- 2006年08月09日 - 単独ライブ「ピカデリー」（北沢タウンホール）
- 2007年06月22日 - ライブ「ゴールデン寄席」（新宿シアターモリエール）
- 2014年1月 - 不定期開催ライブ「祇園ピース（ギオン平和）」（よしもと祇園花月）
  - 2014年1月12日、3月1日、5月18日、7月13日、9月21日、11月16日
  - 2015年1月11日、4月5日、6月13日、8月7日

トークライブ
- 2005年10月12日 - トークライブ「10月」（シアターブラッツ）
- 2008年08月20日 - トークライブ「夏」（TOKYO CULTURE CULTURE）
- 2008年10月24日 - トークライブ「秋」（TOKYO CULTURE CULTURE）
- 2009年03月09日 - トークライブ「春」（TOKYO CULTURE CULTURE）
- 2009年06月03日 - トークライブ「6月」（TOKYO CULTURE CULTURE）
- 2009年08月02日 - トークライブ「夏」（TOKYO CULTURE CULTURE）
- 2013年09月15日 - トークライブ「二学期はじめに」（よしもと祇園花月）
- 〜2011年3月 - 月一トークライブ「超ピース」（ヨシモト∞ホール）
- 2011年4月〜 - 月一トークライブ「「ピース・綾部の恵比寿ガーデントーク」〜年間ゲスト ピース・又吉〜」（恵比寿ザ・ガーデンホール）
- 2013年2月〜 - 不定期開催トークライブ「ピーストークライブ〜原宿へようこそ〜」（LAFORET MUSEUM 原宿、不定期開催・Vol.1（2013年2月26日） - ／最新回（Vol.17）：2016年5月28日）